# Real Clube Nogueirense
O Real Clube Nogueirense é um clube português de futebol, da cidade de Nogueira do Cravo.

## História
A fundação do Real Clube Nogueirense ocorreu no dia 7 de Setembro de 1976 pelas mãos de alguns habitantes locais que quiseram colocar a freguesia no panorama do desporto concelhio. António Leite, Adelino Leite, Manuel Rosário, Rogério Correia, Fernando Costa e Padre David Lopes são os nomes dos benfeitores. No primeiro ano de competição, o clube subiu de divisão, perdendo a final contra o Pampilhosa. No entanto, a história do futebol na freguesia de Nogueira do Cravo leva-nos à década de 20. Charles Erwin Rowett, um descendente britânico e gerente de uma empresa de exploração de minério, ensinou os seus trabalhadores a jogar o «desporto rei». Criou o Royal Football Club, uma equipa que apenas realizava jogos amigáveis. No dia 13 de Junho de 1922 realizou-se o primeiro encontro, colocando frente-a-frente o Royal Football Clube e o Sporting Club São João da Madeira, tendo este vencido por 2-1.Actualmente, é para as camadas jovens que a grande aposta do R.C. Nogueirense está direccionada. Todos os escalões de formação disputam competições federadas e contam com cerca de 80 jovens atletas, a maior parte deles residente em Nogueira do Cravo. De todo o palmarés desportivo da instituição, destaca-se o título de Campeão Distrital de Aveiro conquistado na época de 1999/2000, para além de muitas vezes se ter sagrado campeão de série. O Real Clube Nogueirense é hoje o único embaixador do futebol da freguesia que o acolhe.